# John Francis Dodge
John Francis Dodge, född 25 oktober 1864 i Niles, Michigan, död 14 januari 1920 i spanska sjukan, var en pionjär inom den amerikanska bilindustrin, och grundade tillsammans med sin yngre brodern Horace, bilmärket Dodge.